# Conicosia
A Conicosia a szegfűvirágúak (Caryophyllales) rendjébe, ezen belül a kristályvirágfélék (Aizoaceae) családjába tartozó nemzetség.

## Előfordulásuk
A Conicosia-fajok természetes körülmények között kizárólag a Dél-afrikai Köztársaság területén találhatók meg, azonban az ember betelepítette az Amerikai Egyesült Államokbeli Kalifornia nevű államba.

## Rendszerezés
A nemzetségbe az alábbi 2 faj tartozik:
- Conicosia elongata (Haw.) Schwantes
- Conicosia pugioniformis (L.) N.E.Br. - típusfaj